# Tom Bruce
Tom Bruce (Red Bluff, 17 aprile 1952 – 9 aprile 2020) è stato un nuotatore statunitense.

## Biografia
Lasciata l'attività agonistica divenne dirigente di strutture ospedaliere. Sposato con Marilee, ha avuto due figli, Cameron e Lanie.
Malato di cancro, è morto il 9 aprile 2020.

## Carriera
Specializzato nella rana, ha vinto la medaglia d'oro nella staffetta 4x100 m misti e l'argento nei 100 m rana ai Giochi olimpici di Monaco 1972. È stato primatista mondiale della staffetta 4x100 m misti.

## Palmarès
- Olimpiadi
  - Monaco 1972: oro nella staffetta 4x100 m misti e argento nei 100 m rana.